# Тагільцев Борис Генадійович
Борис Геннадійович Тагільцев — український тренер з важкої атлетики; Заслужений тренер України.

## Біографія
Народився 13 липня 1950 року в місті Славске Львівської області.
З 1967 по 1972 рік навчався у Луганському педагогічному інституті (нині Луганський національний університет імені Тараса Шевченка). Після закінчення інституту працював крепильщиком на шахті «Гірська», а згодом зайнявся тренерством у важкій атлетиці. З 1976 по 1984 рік був тренером з важкої атлетики у ДС «Юність» міста Первомайска. У 1984 році переїхав у місто Попасна. В Попасній Борис Тагільцев продовжив тренерську діяльність у ДСС «Локомотив». З 1986 по 1991 рік працював у профкомітеті вагоноремонтного заводу. З 1991 по 2011 рік — в клубі «Богатир»; з 2011 року і по наш час — тренером у ПГСУ «Відродження».
Він є активним наставником молодих спортсменів, за роки роботи в місті виховав більше п'ятисот спортсменів, 4 стали майстрами спорту СРСР та України (Ст. Доценко, В. Берестовий, С. Нестеренко, Ю. Гун), 4 майстрами спорту Міжнародного класу (А. Івженко, А. Барибін, М. Мінченко, П. Гнатенко). Серед його вихованців чемпіон СРСР (В. Берестовий), чемпіони, призери, володарі Кубка України і Європи (А. Барибін, А. Івженко, Н. Олійник, М. Мінченко). 20 разів його вихованці ставали рекордсменами, призерами України, Європи та світу. Окрему увагу заслуговує діяльність Бориса Геннадійовича з реабілітації людей, які стали інвалідами. Звання Почесний громадянин міста Попасна присвоєно Борису Геннадьевичу за багаторічну сумлінну працю, вагомий внесок у розвиток спорту міста рішенням Попаснянської міської ради від 25.06.2012 № 27/5 «Про присвоєння звання „Почесний громадянин міста Попасна“ Тагільцеву Б. Г.».
Окремої уваги заслуговує тренерська діяльність Тагільцева з людьми з інвалідністю.

## Додатки
1. ↑  В Харькове прошел чемпионат Украины по тяжелой атлетике
2. ↑  Тагильцев Борис Геннадьевич